# Кримський шлях
Кри́мський шлях — одна з бокових гілок Муравського шляху, що відходила від нього біля р. Вовчі Води (нині р. Вовча, прит. Сіверського Дінця, басейн Дону).
Вів із Гетьманщини через землі Вольностей Війська Запорозького низового, понад Великим Лугом до Січі, а звідти — до Кримського ханату, зокрема до Перекопа.
Мав дві головні гілки, розгалужуючись поблизу Микитина Рога (пізніше Микитинський Перевіз, нині на цьому місці м. Нікополь) та Кам'яного Затону, далі йшов однією, основною, гілкою вздовж лівого берега Дніпра на Царичанку, ін. — через Дніпро над Кічкасом (тут свого часу гирло річки було найвужчим; тут — над Кічкасом — у період Нової Січі діяла пошта) на Крюків (звідси інша назва цієї правобережної гілки — Крюківський шлях), на Кременчук і Полтаву.
Мав іще кілька розгалужень, збігався з нижньою частиною Чорного шляху.
Був найбільш пожвавленим у 18 ст. Під час російсько-турецької війни 1735–1739 саме цим шляхом від Царичанки до Перекопа, уздовж лівого берега Дніпра пролягав 1736 маршрут російської армії генерал-фельдмаршала Б.-К.Мініха.